# Paphiopedilum argus
Paphiopedilum argus es una especie de la familia de las orquídeas.

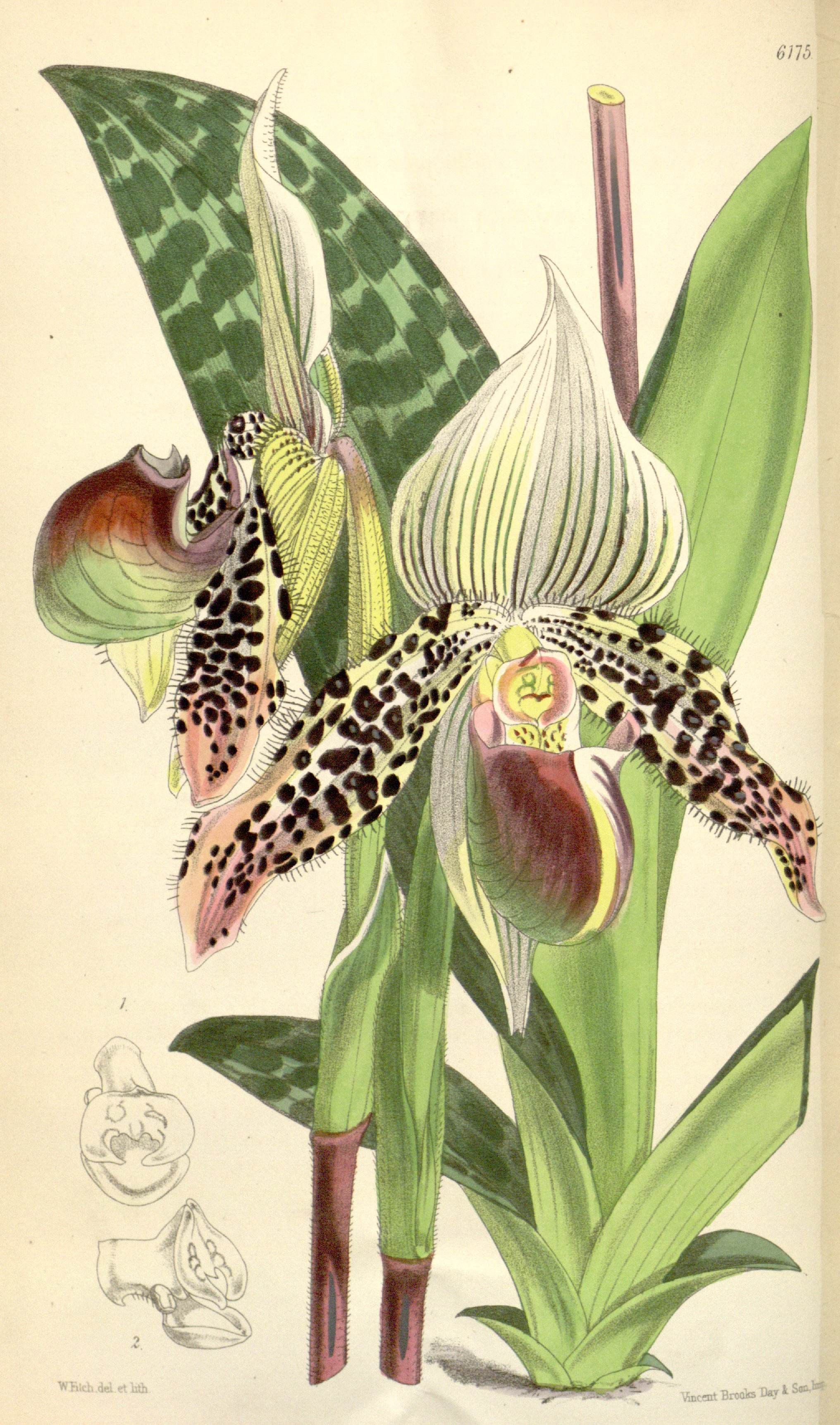
Ilustración de Curtis
101 (Ser. 3 no. 31) pl. 6175 (1875)

## Descripción
Es una orquídea de tamaño mediano, de hábito terrestre que prefiere el clima caliente al fresco. Tiene hojas elípticas o elíptico-oblongas, de color verde claro con ligeras manchas oscuras con un vértice bífido minuciosamente aserrados. Florece en la primavera y principios del verano en una inflorescencia erecta, de 37,5 cm de largo, de una sola flor y con una bráctea floral elíptica.

## Distribución
Se encuentra en las Filipinas en alturas de 600 a 2000 metros sobre caliza.

## Taxonomía
Paphiopedilum argus fue descrita por (Rchb.f.) Stein y publicado en Orchideenbuch 453. 1892.
Etimología
Paphiopedilum (Paph.): , nombre genérico que deriva de las palabras griegas: "Paphia": de "Paphos", epíteto de "Venus" y "pedilon" = "sandalia" ó "zapatilla" aludiendo a la forma del labelo como una zapatilla.
argus; epíteto que hace referencia al mito griego de Argos, un monstruo de cien ojos, similar a las manchas en los pétalos.
Sinonimia
- Cordula argus (Rchb.f.) Rolfe
- Cypripedium argus Rchb.f.
- Cypripedium moensianum auct.
- Cypripedium moensii auct.
- Cypripedium pitcherianum Manda
- Paphiopedilum argus var. sriwanae (Koop.) O.Gruss
- Paphiopedilum sriwanae Koop.[3][4]